# Minkalli
Minkalli war eine Masseneinheit (Gewichtsmaß) im Sudan und galt als Goldgewicht.
- 1 Minkalli = 5,184 Gramm[2] (etwa 5/16 Lot[3])
- 45,1 Minkalli = 1 Mark (Kölner)[4]